# Astro TV
Astro TV war ein privater Fernsehsender aus Deutschland, der von Adviqo betrieben wurde und sich mit Astrologie und Esoterik befasste. Er wurde in allen deutschen Kabelnetzen und zudem auf Programmplätzen mehrerer anderer Sender verbreitet. Seit 2018 gehört Adviqo mit ihrem Sender Astro TV einer Gruppe Investoren um einen Teil der Gründer.
Der Sendebetrieb wurde am 27. Dezember 2024 eingestellt, da sich das Unternehmen künftig stärker im Internet betätigen und an der Digitalisierung ausrichten möchte. Auch die Platzierung auf den hinteren Plätzen in der Programmliste bei Vodafone soll ein Problem für den Sender gewesen sein.

## Programm
Das Programm beschäftigte sich hauptsächlich mit Astrologie, Horoskopen, Hellsehen und Kartenlegen. Interessierte Zuschauer konnten unter einer kostenpflichtigen Rufnummer anrufen. Sollte ein Zufallsgenerator den Zuschauer ausgewählt haben, konnte sich dieser live in der Fernsehsendung beraten lassen. Zudem bot Astro TV allen Erstanrufern ein Gratisgespräch unter einer kostenfreien 0800-Nummer. Dort gab es laut Astro TV keinen Zufallsgenerator, der einen Zuschauer auswählt, sondern die Reihenfolge der Anrufer sei entscheidend gewesen. Ab und zu wurden Erstanrufer live geschaltet, um in einem Live-Interview für diese Beratung zu werben.
Programmbegleitend wurde auf der Website des Senders acht Jahre bis zu seiner Einstellung ca. Ende 2024 ein Webshop betrieben, der themenrelevante Produkte zur Astrologie bewarb und auch über eine 0800-Telefonnummer aus Deutschland erreichbar war.

## Kritik

### Allgemeine Kritik
In einem kritischen Feuilletonbeitrag der FAZ von 2007 wurde kritisiert, dass die Aussagen der Lebensberater meist sehr vage seien, sodass sie auf jeden zutreffen könnten. Nicht jeder anrufende Zuschauer gelange auch live in eine Sendung, um direkt über sein Anliegen zu sprechen. Der Sektenbeauftragte der Evangelischen Zentralstelle für Weltanschauungsfragen, Matthias Pöhlmann, sieht im selben Beitrag zudem ein großes Risiko seelischer Abhängigkeit.
Am 12. Februar 2015 schleusten Aktionskünstler vom Peng Collective einen falschen Clown in eine Sendung von Astro TV. Dieser zerdrückte während der Live-Sendung ein Ei am Kopf des Moderators und sagte, dass der Sender Betrug sei und ihm die Lizenz entzogen gehöre. Die Aktionskünstler wollen mit der Aktion auf die zweifelhaften Methoden des Senders aufmerksam machen. Der Blog der Gesellschaft zur wissenschaftlichen Untersuchung von Parawissenschaften (GWUP) wies darauf hin, dass die Aktion durch Mitglieder der Hamburger GWUP-Regionalgruppe unterstützt wurde, ohne jedoch Details zu nennen. Der Sender reagierte auf die Aktion, indem er den Aktivisten eine Abmahnung schickte, in der er forderte, die weitere Verbreitung des Videos der Aktion zu unterlassen. Peng drehte daraufhin ein Video, in dem der ursprüngliche, erneut als Clown verkleidete Aktionskünstler die Telefon-Hotline von Astro TV um Hilfe bat, weil ein Video von ihm von YouTube entfernt werden solle; der Zusammenhang des Anrufs zur Peng-Unterlassungsklage wurde im Telefonat selbst jedoch nicht aufgelöst. Anschließend unterzeichnete Peng eine Unterlassungserklärung. Die Adviqo AG verklagte Peng danach auf Schadensersatz (mindestens 3.000 Euro) und entstandene Rechtsanwaltskosten (ca. 1140 Euro) wegen der Verbreitung von Ausschnitten aus der Astro-TV-Clown-Sendung in einem YouTube-Video von Peng. Das erstinstanzlich zuständige Landgericht Berlin wies die Klage 2017 laut der Anwältin des Peng-Künstlers ab „mit der Begründung […], dass der Inhalt des YouTube-Videos eine medienpolitische Meinungsäußerung in Form einer kritischen Auseinandersetzung mit dem Geschäftsmodell von Astro TV ist und das Video daher ein selbstständiges Werk ist.“
Im März 2015 berichtete digitalfernsehen.de von einer Petition, die offenbar anlässlich der Protestaktion der (nicht namentlich genannten) Künstlergruppe Peng und aufgrund eines Berichts in der ARD-Talkshow Beckmann unter dem Titel „AstroTV ist böse“ dazu aufrief, sich mit Beschwerden an die Medienanstalt Berlin-Brandenburg zu wenden. Diese erklärte, es lägen rund 100 Beschwerden „wegen zweifelhafter Angebote und betrügerischer Machenschaften“ vor. Astro TV bestritt in einer Stellungnahme unseriöse Geschäftspraktiken und verwies auf „mehr als 1.250.000 Anrufer“ und seine „Beliebtheit bei den Ratsuchenden“, den Zuschauern.
Ebenfalls 2015 berichtete die Zeit aus zweiter Hand über einen internen Astro-TV-Gesprächsleitfaden, der der Redaktion der Zeit-Beilage Christ & Welt vorliege. Darin würden die Astro-TV-Mitarbeiter konkrete Gesprächsbeispiele für die Manipulation von Kunden erhalten.

Logo bis 1. November 2021

Astro TV wurde 2016 mit dem Negativpreis Goldener Aluhut in der Kategorie „Esoterik“ ausgezeichnet.
Seit der Mitte der 2000er Jahre gehörte Astro TV zu den bevorzugten Zielen von Oliver Kalkofe in dessen Medien-Satiresendung Kalkofes Mattscheibe. Mehrfach parodiert wurde Astro TV in der Sendung Switch reloaded.

### Folgen für Anrufer
Die FAZ berichtete im Jahr 2007 in ihrem kritischen Feuilletonbeitrag von einer Frau, die zwischen März 2006 und März 2007 38.000 Euro vertelefonierte und sich schließlich in psychologische Beratung begab; unter den 60 angerufenen „Experten“ hätten laut Aussage der Eltern der Frau nur zwei oder drei „zu professioneller Hilfe geraten“; ansonsten sei einfach das Geschäftsmodell durchgezogen worden, durch das sich die Frau schließlich verschuldet habe. Erst als die Frau sich ihren Eltern anvertraute, wandten sich diese an die Landesanstalt für Medien Nordrhein-Westfalen, die zwar nicht für den Sender mit seiner Sendebewilligung in Berlin zuständig ist, aber das Problem in Gespräche der Medienaufseher aller Länder einbrachte, die Gemeinsame Stelle Programm, Werbung und Medienkompetenz.
Laut einem Zeit-Artikel von 2015 seien „Sektenbeauftragte[n] und Suchttherapeuten“ zahlreiche suchtähnliche Verläufe bekannt, in die sich Anrufer verstricken, aus Scham darüber lange schweigen und nach und nach hohe Summen vertelefonieren. Zitiert wird im Artikel der Münchner Suchttherapeut Christoph Teich, der schon viele Betroffene beraten hat. „Zu 70 Prozent Frauen, die meisten alleinstehend, aus allen Bildungsniveaus.“

## Empfang
Der Sender war ganztägig digital zu empfangen sowie über die großen digitalen Kabelnetze wie beispielsweise Vodafone Kabel Deutschland, Unitymedia oder Kabel BW. Zusätzlich wurde Astro TV zu bestimmten Sendezeiten auch in das reguläre Programm von Hamburg1 (bis August 2014) und sonnenklar.TV eingespielt. Bis zum 1. Januar 2011 war Astro TV von 21 bis sechs Uhr auch über Astra 19,2° Ost analog zu empfangen, danach übernahm der Sender sixx die Frequenz.
Seit dem 15. November 2022 bis zur Einstellung des Senders am 27. Dezember 2024 sendete Astro TV sein Programm auch unverschlüsselt in HD.